# Alvartrattskivling
Alvartrattskivling (Infundibulicybe bresadolana) är en svampart som tillhör divisionen basidiesvampar, och som först beskrevs av Rolf Singer, och fick sitt nu gällande namn av Harmaja. Alvartrattskivling ingår i släktet Infundibulicybe, och familjen Chromocyphellaceae. Arten är reproducerande i Sverige.